# Arjan Pisha
Arjan Pisha (Elbasan, 18 gennaio 1977) è un ex calciatore albanese, di ruolo difensore.

## Carriera

### Club
Il 1º luglio 2002 viene acquistato dalla Dinamo Tirana per 100.000 euro.
Il 1º luglio 2005 passa al KF Tirana per 125.000 euro.

### Nazionale
Ha debuttato con la maglia della Nazionale albanese nel 2003.

## Statistiche

### Presenze e reti nei club
Statistiche aggiornate all'8 febbraio 2015.
| Stagione             | Squadra              | Campionato           | Campionato | Campionato | Coppe nazionali | Coppe nazionali | Coppe nazionali | Coppe continentali | Coppe continentali | Coppe continentali | Altre coppe | Altre coppe | Altre coppe | Totale | Totale |
| Stagione             | Squadra              | Comp                 | Pres       | Reti       | Comp            | Pres            | Reti            | Comp               | Pres               | Reti               | Comp        | Pres        | Reti        | Pres   | Reti   |
| -------------------- | -------------------- | -------------------- | ---------- | ---------- | --------------- | --------------- | --------------- | ------------------ | ------------------ | ------------------ | ----------- | ----------- | ----------- | ------ | ------ |
| 1993-1994            | Elbasani             | KP                   | 1          | 0          | CA              | 0               | 0               | -                  | -                  | -                  | -           | -           | -           | 1      | 0      |
| 1994-1995            | Elbasani             | KP                   | 13         | 0          | CA              | 0               | 0               | -                  | -                  | -                  | -           | -           | -           | 13     | 0      |
| 1995-1996            | Elbasani             | KP                   | 32         | 0          | CA              | 0               | 0               | -                  | -                  | -                  | -           | -           | -           | 32     | 0      |
| 1996-1997            | Elbasani             | KP                   | 18         | 1          | CA              | 0               | 0               | -                  | -                  | -                  | -           | -           | -           | 18     | 1      |
| 1997-1998            | Elbasani             | KP                   | 28         | 0          | CA              | 0               | 0               | -                  | -                  | -                  | -           | -           | -           | 28     | 0      |
| 1998-1999            | Elbasani             | KS                   | 27         | 1          | CA              | 0               | 0               | -                  | -                  | -                  | -           | -           | -           | 27     | 1      |
| 1999-2000            | Dinamo Tirana        | KS                   | 24         | 1          | CA              | 0               | 0               | -                  | -                  | -                  | -           | -           | -           | 24     | 1      |
| 2000-2001            | Dinamo Tirana        | KS                   | 25         | 3          | CA              | 0               | 0               | -                  | -                  | -                  | -           | -           | -           | 25     | 3      |
| 2001-2002            | Dinamo Tirana        | KS                   | 24         | 1          | CA              | 0               | 0               | CU                 | 2                  | 0                  | -           | -           | -           | 26     | 1      |
| 2002-2003            | Dinamo Tirana        | KS                   | 21         | 1          | CA              | 0               | 0               | UCL                | 4                  | 1                  | SA          | 0           | 0           | 25     | 2      |
| 2003-2004            | Dinamo Tirana        | KS                   | 31         | 0          | CA              | 0               | 0               | CU                 | 2                  | 0                  | SA          | 1           | 0           | 34     | 0      |
| 2004-2005            | Dinamo Tirana        | KS                   | 33         | 2          | CA              | 0               | 0               | CU                 | 2                  | 0                  | -           | -           | -           | 35     | 2      |
| 2005-2006            | KF Tirana            | KS                   | 32         | 0          | CA              | 0               | 0               | UCL                | 4                  | 0                  | SA          | 1           | 0           | 37     | 0      |
| 2006-2007            | KF Tirana            | KS                   | 23         | 0          | CA              | 0               | 0               | CU                 | 4                  | 0                  | SA          | 1           | 0           | 28     | 0      |
| 2007-2008            | Dinamo Tirana        | KS                   | 30         | 1          | CA              | 0               | 0               | -                  | -                  | -                  | -           | -           | -           | 30     | 1      |
| 2008-2009            | Dinamo Tirana        | KS                   | 32         | 0          | CA              | 5               | 0               | UCL                | 2                  | 0                  | SA          | 1           | 0           | 40     | 0      |
| 2009-2010            | Dinamo Tirana        | KS                   | 29         | 0          | CA              | 2               | 0               | UEL                | 2                  | 0                  | -           | -           | -           | 33     | 0      |
| 2010-2011            | Dinamo Tirana        | KS                   | 25         | 0          | CA              | 6               | 0               | UCL                | 2                  | 0                  | SA          | 1           | 0           | 34     | 0      |
| Totale Dinamo Tirana | Totale Dinamo Tirana | Totale Dinamo Tirana | 274        | 9          |                 | 13              | 0               |                    | 16                 | 1                  |             | 3           | 0           | 306    | 10     |
| 2011-2012            | KF Tirana            | KS                   | 18         | 1          | CA              | 10              | 0               | UEL                | 2                  | 0                  | SA          | 1           | 0           | 31     | 1      |
| 2012-2013            | KF Tirana            | KS                   | 18         | 1          | CA              | 3               | 0               | UEL                | 3                  | 0                  | SA          | 1           | 0           | 25     | 1      |
| Totale KF Tirana     | Totale KF Tirana     | Totale KF Tirana     | 91         | 2          |                 | 13              | 0               |                    | 13                 | 0                  |             | 4           | 0           | 121    | 2      |
| 2013-2014            | Elbasani             | KP                   | 22         | 6          | CA              | 0               | 0               | -                  | -                  | -                  | -           | -           | -           | 22     | 6      |
| 2014-2015            | Elbasani             | KS                   | 20         | 0          | CA              | 2               | 0               | -                  | -                  | -                  | -           | -           | -           | 22     | 0      |
| Totale Elbasani      | Totale Elbasani      | Totale Elbasani      | 161        | 8          |                 | 2               | 0               |                    |                    |                    |             |             |             | 163    | 8      |
| Totale carriera      | Totale carriera      | Totale carriera      | 526        | 19         |                 | 28              | 0               |                    | 29                 | 1                  |             | 7           | 0           | 590    | 20     |

### Cronologia presenze e reti in Nazionale
| Cronologia completa delle presenze e delle reti in nazionale ― Albania | Cronologia completa delle presenze e delle reti in nazionale ― Albania | Cronologia completa delle presenze e delle reti in nazionale ― Albania | Cronologia completa delle presenze e delle reti in nazionale ― Albania | Cronologia completa delle presenze e delle reti in nazionale ― Albania | Cronologia completa delle presenze e delle reti in nazionale ― Albania | Cronologia completa delle presenze e delle reti in nazionale ― Albania | Cronologia completa delle presenze e delle reti in nazionale ― Albania |
| Data                                                                   | Città                                                                  | In casa                                                                | Risultato                                                              | Ospiti                                                                 | Competizione                                                           | Reti                                                                   | Note                                                                   |
| ---------------------------------------------------------------------- | ---------------------------------------------------------------------- | ---------------------------------------------------------------------- | ---------------------------------------------------------------------- | ---------------------------------------------------------------------- | ---------------------------------------------------------------------- | ---------------------------------------------------------------------- | ---------------------------------------------------------------------- |
| 15-11-2003                                                             | Tirana                                                                 | Albania                                                                | 2 – 0                                                                  | Estonia                                                                | Amichevole                                                             | -                                                                      | 84’                                                                    |
| Totale                                                                 |                                                                        | Presenze                                                               | 1                                                                      |                                                                        | Reti                                                                   | 0                                                                      |                                                                        |

## Palmarès

### Club

#### Competizioni nazionali
- Campionato albanese: 4

Dinamo Tirana: 2001-2002, 2007-2008, 2009-2010
KF Tirana: 2006-2007
- Coppa d'Albania: 3

Dinamo Tirana: 2002-2003
KF Tirana: 2005-2006, 2011-2012
- Supercoppa d'Albania: 5

KF Tirana: 2005, 2006, 2011, 2012
Dinamo Tirana: 2008
- Seconda divisione albanese: 1

Elbasani: 2013-2014